# Idiolispa
Idiolispa is een geslacht van insecten uit de orde vliesvleugeligen (Hymenoptera) en de familie Ichneumonidae.

## Soorten
- I. aestivalis Townes, 1962
- I. albisoleata (Walsh, 1873)
- I. analis (Gravenhorst, 1807)
- I. bannapeensis Schwarz, 2005
- I. corderoi Porter, 1993
- I. grossa (Gravenhorst, 1829)
- I. hungarica (Szepligeti, 1916)
- I. obfuscator (Villers, 1789)
- I. striata Schwarz, 1988
- I. subalpina (Schmiedeknecht, 1904)
- I. villosa Sheng, 2000